# Лаутаро Акоста
Лаутаро Херман Акоста (ісп. Lautaro Germán Acosta; нар. 14 березня 1988, Глеу, провінція Буенос-Айрес, Аргентина) — аргентинський футболіст, півзахисник клубу «Ланус». Виступав за молодіжну збірну Аргентини, Олімпійський чемпіон 2008.

## Клубна кар'єра

### Ланус
Лаутаро народився в місті Глеу, Буенос-Айрес, Альміранте Браун Партідо. Акоста пройшов через молодіжну систему клубу «Ланус», і дебютував за основний склад у 18 років, і оскільки клуб часто був змушений продати своїх найкращих гравців, він швидко став важливою частиною першої команди.
Акоста був у складі команди «Ланус», яка виграла турнір Апертура 2007, їхнього першого в історії чемпіонського титулу Аргентини. У травні 2007 року він зазнав серйозної травми вилиці, і повинен був носити спеціально обладнану маску для обличчя упродовж двох місяців.

### Севілья
29 травня 2008 двадцятирічний Акоста підписав контракт на п'ять років з клубом Севілья, який виступав у Ла-Лізі. Сума контракту становила 7 млн. євро. Невдовзі після прибуття до Андалусії він зазнав серйозної травми, від якої вже ніколи повністю не відійшов. У своєму найкращому сезоні у Ла-Лізі 2010—2011 він зіграв лише в десяти матчах (267 хвилин), із яких тільки двічі виходив у стартовому складі.
4 лютого 2009 року Акоста забив свій єдиний гол за Севілью, у першому півфінальному матчі Кубка Іспанії, домашній перемозі 2-1 над Атлетіком Більбао. Утім, за сумою двох матчів його команда поступилась 2–4. У липня 2011 року його віддали в оренду до клубу Расінг. У своєму дебютному поєдинку, виїзній поразці 3–4 від Валенсії, він вийшов у стартовому складі й забив гол.

### Повернення додому
2012 року Акоста повернувся додому, де виступав за Бока Хуніорс, а потім за свій рідний клуб Ланус. Він відіграв основну роль в атаці коли команда здобувала п'ять із шести титулів після його повернення, зокрема чемпіонат країни 2016. У жовтні 2014 року по дорозі додому його викрали, загрожували пістолетом і пограбували.

## Міжнародна кар'єра
2007 року Акосту викликали до складу збірної Аргентини до 20 років для участі в Молодіжному чемпіонаті Південної Америки, що відбувся в Парагваї. Свій єдиний гол він забив у останній грі проти Уругваю, гарантувавши збірній потрапляння і на молодіжний чемпіонат світу з футболу 2007 і на літні Олімпійські ігри 2008.
На тріумфальному для Аргентини молодіжному чемпіонаті світу в Канаді Акоста виходив на поле у п'яти із шести зустрічей. Олімпіада в Пекіні стала ще одним міжнародним здобутком. Акоста відзначився голом в матчі групового етапу проти збірної Кот-д'Івуару, що завершився перемогою 2–1. Він увійшов до попереднього складу збірної Аргентини, що мав взяти участь у Кубку Америки, але до остаточного складу не потрапив.
27 серпня Хорхе Сампаолі вперше запросив Акосту до лав дорослої збірної Аргентини, на матчі кваліфікації Чемпіонату світу від КОНМЕБОЛу проти Уругваю та Венесуели. Першу гру він зіграв через чотири дні проти Венесуели, вийшовши на заміну замість Маркоса Акуньї після години гри. Той матч завершився внічию 0–0.

## Статистика виступів

### За клуби
| Клуб | Див.               | Сезон              | Ліга | Ліга | Ліга         | Національні кубки(1) | Національні кубки(1) | Національні кубки(1) | Міжнародні турніри(2) | Міжнародні турніри(2) | Міжнародні турніри(2) | Інші змагання(3) | Інші змагання(3) | Інші змагання(3) | Загалом | Загалом | Загалом      | Середня результативність(4) |
| Клуб | Див.               | Сезон              | Ігри | Голи | Гольові пер. | Ігри                 | Голи                 | Гольові пер.         | Ігри                  | Голи                  | Гольові пер.          | Ігри             | Голи             | Гольові пер.     | Ігри    | Голи    | Гольові пер. | Середня результативність(4) |
| --- | ------------------ | ------------------ | ---- | ---- | ------------ | -------------------- | -------------------- | -------------------- | --------------------- | --------------------- | --------------------- | ---------------- | ---------------- | ---------------- | ------- | ------- | ------------ | --------------------------- |
| Ланус Аргентина | Ла-Ліга            | 2006-07            | 23   | 3    | 0            | -                    | -                    | -                    | -                     | -                     | -                     | -                | -                | -                | 23      | 3       | 0            | 0,13                        |
| Ланус Аргентина | Ла-Ліга            | 2007-08            | 24   | 2    | 8            | -                    | -                    | -                    | 9                     | 3                     | 1                     | -                | -                | -                | 33      | 5       | 9            | 0,16                        |
| Ланус Аргентина | Ла-Ліга            | 2013-14            | 15   | 4    | 2            | -                    | -                    | -                    | 14                    | 2                     | 5                     | -                | -                | -                | 29      | 6       | 7            | 0,20                        |
| Ланус Аргентина | Ла-Ліга            | 2014               | 18   | 5    | 5            | 1                    | 0                    | 0                    | 2                     | 1                     | 0                     | -                | -                | -                | 21      | 6       | 5            | 0,28                        |
| Ланус Аргентина | Ла-Ліга            | 2015               | 27   | 6    | 4            | 4                    | 0                    | 1                    | -                     | -                     | -                     | 3                | 1                | 0                | 34      | 7       | 5            | 0,19                        |
| Ланус Аргентина | Ла-Ліга            | 2016               | 14   | 3    | 4            | 1                    | 0                    | 0                    | -                     | -                     | -                     | -                | -                | -                | 15      | 3       | 4            | 0,20                        |
| Ланус Аргентина | Ла-Ліга            | 2016-17            | 24   | 5    | 5            | 5                    | 1                    | 1                    | 7                     | 2                     | 2                     | -                | -                | -                | 37      | 8       | 8            | 0,23                        |
| Ланус Аргентина | Ла-Ліга            | 2017-18            | 21   | 3    | 2            | 1                    | 0                    | 0                    | 11                    | 1                     | 3                     | -                | -                | -                | 33      | 4       | 5            | 0,12                        |
| Ланус Аргентина | Ла-Ліга            | 2018-19            | 23   | 3    | 4            | 6                    | 0                    | 1                    | 1                     | 0                     | 0                     | -                | -                | -                | 30      | 3       | 5            | 0,10                        |
| Ланус Аргентина | Ла-Ліга            | 2019-20            | 6    | 2    | 1            | 1                    | 0                    | 1                    | -                     | -                     | -                     | -                | -                | -                | 7       | 2       | 2            | 0,28                        |
| Ланус Аргентина | Загалом за клуб    | Загалом за клуб    | 193  | 35   | 35           | 20                   | 1                    | 4                    | 44                    | 10                    | 11                    | 3                | 1                | 0                | 261     | 47      | 50           | 0,18                        |
| Севілья Іспанія | Ла-Ліга            | 2008-09            | 7    | 0    | 0            | 1                    | 1                    | 0                    | 2                     | 0                     | 0                     | -                | -                | -                | 10      | 1       | 0            | 0,10                        |
| Севілья Іспанія | Ла-Ліга            | 2009-10            | 6    | 0    | 0            | 0                    | 0                    | 0                    | 1                     | 0                     | 0                     | -                | -                | -                | 7       | 0       | 0            | 0,00                        |
| Севілья Іспанія | Ла-Ліга            | 2010-11            | 10   | 0    | 2            | 3                    | 1                    | 0                    | -                     | -                     | -                     | -                | -                | -                | 13      | 1       | 2            | 0,07                        |
| Севілья Іспанія | Загалом за клуб    | Загалом за клуб    | 23   | 0    | 2            | 4                    | 2                    | 0                    | 3                     | 0                     | 0                     | —                | —                | —                | 30      | 2       | 2            | 0,06                        |
| Racing de Santander Іспанія | Ла-Ліга            | 2011-12            | 21   | 2    | 2            | 2                    | 0                    | 0                    | -                     | -                     | -                     | -                | -                | -                | 23      | 2       | 2            | 0,08                        |
| Racing de Santander Іспанія | Загалом за клуб    | Загалом за клуб    | 21   | 2    | 2            | 2                    | 0                    | 0                    | —                     | —                     | —                     | —                | —                | —                | 23      | 2       | 2            | 0,08                        |
| Бока Хуніорс Аргентина | Ла-Ліга            | 2012-13            | 22   | 0    | 2            | 2                    | 0                    | 0                    | 5                     | 0                     | 1                     | -                | -                | -                | 29      | 0       | 3            | 0,00                        |
| Бока Хуніорс Аргентина | Загалом за клуб    | Загалом за клуб    | 22   | 0    | 2            | 2                    | 0                    | 0                    | 5                     | 0                     | 1                     | —                | —                | —                | 29      | 0       | 3            | 0,00                        |
| Загалом за кар'єру | Загалом за кар'єру | Загалом за кар'єру | 250  | 37   | 42           | 30                   | 3                    | 4                    | 52                    | 10                    | 12                    | 3                | 1                | 0                | 335     | 51      | 60           | 0,15                        |
| (1) Враховуючи Кубок Іспанії, Кубок Аргентини, Copa Bicentenario і Supercopa Argentina. (2) Враховуючи Південноамериканський кубок, Кубок Лібертадорес, Лігу Європи УЄФА, Лігу чемпіонів УЄФА і Рекопа Південної Америки. (3) Враховуючи Liguilla Pre-Sudamericana. (4) Голів у середньому за гру. Не враховуючи товариських матчів. |                    |                    |      |      |              |                      |                      |                      |                       |                       |                       |                  |                  |                  |         |         |              |                             |

## Досягнення
«Ланус»
- Чемпіон Аргентини: 2007/08 (Апертура), 2016
- Володар Суперкубка Аргентини: 2016
- Володар Південноамериканського кубка: 2013
- Володар Кубка Двохсотріччя: 2016

«Бока Хуніорс»
- Володар Кубка Аргентини: 2011/12

«Севілья»
- Володар Кубка Іспанії: 2009/10

Молодіжна збірна Аргентини
- Чемпіон світу серед молодіжних команд: 2007

Олімпійська збірна Аргентини
- Олімпійський чемпіон: 2008